# 凯蒂·泰勒
凯蒂·泰勒（英語：Katie Taylor，1986年7月2日—），爱尔兰女子拳击、足球运动员。她曾代表爱尔兰参加2012年和2016年夏季奥林匹克运动会拳击比赛，其中2012年奥运会获得一枚金牌。